# Västeuropeisk trana
Västeuropeisk trana (Grus primigenia) är en förhistorisk utdöd fågel i familjen tranor inom ordningen tran- och rallfåglar. Fågeln beskrevs 1890 utifrån subfossila lämningar funna på bland annat Mallorca.